# Arriate
Arriate település Spanyolországban, Málaga tartományban. Arriate Ronda községgel határos. Lakosainak száma 4073 fő (2024).

## Népesség
A település népessége az elmúlt években az alábbi módon változott:
| Lakosok száma | 3454 | 3716 | 3971 | 4136 | 4121 | 4125 | 4094 | 4102 | 4110 | 4073 |
|               | 2001 | 2004 | 2007 | 2009 | 2012 | 2014 | 2017 | 2019 | 2022 | 2024 |